# ناستا بالازانكا
ناستا بالازانكا (بالبيلاروسية: Анастасія Ўладзіміраўна Дашкевіч)‏ (وبالروسية: Наста Палажанка) هي ناشطة في حركة الشباب المعارضة في بيلاروسيا، والتي انضمت إليها في سن الرابعة عشر. ومنذ عام 2011 ، أصبحت بالازناكا نائبة رئيس جبهة الشباب، وهي منظمة غير حكومية في بيلاروسيا. دعت بالازانكا إلى الحرية وحقوق الإنسان في بيلاروسيا رغم التهديدات والمضايقات والسجن.
حصلت بالازانكا على جائزة نساء الشجاعة الدولية لعام 2011 ولكنها لم تتمكن مع ذلك من حضور الحفل.
خّطِبت بالازانكا في سبتمبر 2011، للناشط الشاب الآخر زيمستر داشكيفتش. تزوج الاثنان عندما زارته بالازانكا في سجن هرودنو في 26 ديسمبر 2012. وذكرت السلطات أنه سيتم السماح للزوجين بزيارة واحدة لمدة ساعتين قبل إطلاق سراح داشكيفيتش الذي كان مُقررًا في أغسطس 2013.